# Génocides au Burundi
Depuis l'indépendance du Burundi en 1962, deux événements appelés génocides ont eu lieu dans le pays. Les massacres de masse de Hutu commis en 1972 par l'armée à dominance tutsie et les massacres de masse de Tutsi commis en 1993 par la population majoritairement hutue sont tous deux qualifiés de génocide dans le rapport final de la Commission d'enquête internationale pour le Burundi présenté aux Conseil de sécurité des Nations unies en 1996. En juin 2025, Le Burundi exhorte les Nations Unies à reconnaître officiellement les massacres de Hutus de 1972-1973 comme un génocide.

## Génocide de Hutu en 1972
Les autorités gouvernementales contrôlées par les Tutsi avaient initialement estimé qu'environ 15 000 personnes avaient été tuées, tandis que les opposants hutu ont affirmé que leur nombre était plus proche de 300 000. Aujourd'hui, les estimations oscillent entre 80 000  et   210 000 personnes mortes,. 
On estime que plusieurs centaines de milliers de Hutu ont fui le génocide des Tutsi au Rwanda et les massacres qui se produisirent au Zaïre et en Tanzanie,.

## Guerre Civile de 1993
Les tensions ethniques ont finalement atteint un point de rupture le 21 octobre 1993, lors de l'assassinat du président Melchior Ndadaye. Le pays est tombé dans une période de troubles civils. Certaines structures du FRODEBU réagissent violemment à l'assassinat de Ndadaye, tuant « peut-être jusqu'à 25 000 Tutsi ». Essayant de rétablir l'ordre, des éléments de l'armée burundaise et des civils tutsis lancent des attaques sur des Hutu, y compris sur des civils innocents, ainsi que sur les rebelles, provoquant au moins « autant » de morts que la rébellion initiale. 